# Língua quiniaruanda
O quiniaruanda ou kinyarwanda, também conhecido como ruanda ou rwanda, é uma língua banta falada principalmente em Ruanda, onde é uma das línguas oficiais junto ao inglês e o francês. Também é falado no sul de Uganda e no leste da República Democrática do Congo.
O quiniaruanda é um idioma inteligível com o kirundi e muito semelhante ao giha.

## Tom
O kinyarwanda é um idioma tonal, assim como outras línguas bantas.

## Ortografia
| A a | B b   | C c | Cy cy | D d | E e | F f   | G g   | H h   | I i |
| J j | Jy jy | K k | L l   | M m | N n | Nk nk | Nt nt | Ny ny | O o |
| P p | R r   | S s | Sh sh | T t | U u | V v   | W w   | Y y   | Z z |
| --- | ----- | --- | ----- | --- | --- | ----- | ----- | ----- | --- |

Um "a", "e" ou "i" no final de uma palavra seguida por outra que começa com uma vogal, frequentemente é omitida, como se pode ver neste trecho do hino de Ruanda: Reka tukurate tukuvuge ibigwi wowe utubumbiye hamwe twese Abanyarwanda uko watubyaye berwa, sugira, singizwa iteka.
Seria pronunciado da seguinte forma: "reka tukurate tukuvug' ibigwi wow' utubumiye hamwe twes' abanyarwand' uko watubyaye berwa, sugira singiz."
| Exemplos traduzidos | Exemplos traduzidos |
| ------------------- | ------------------- |
| Yego                | Sim                 |
| Oya                 | Não                 |
| Ndabizi             | Eu sei              |
| Simbizi             | Não sei             |
| Amata               | Leite               |
| Amazi               | Água                |
| Ndashaka amazi      | eu preciso de água  |